# Mezinárodní kampaň za zrušení jaderných zbraní
Mezinárodní kampaň za zrušení jaderných zbraní (anglicky International Campaign to Abolish Nuclear Weapons, zkráceně ICAN) je globální koalice, která se snaží prosadit Smlouvu o zákazu jaderných zbraní. ICAN byla založena roku 2007 a má 468 partnerských organizací ve 101 zemích k roku 2017.

## Historie
Organizace ICAN začala v Austrálii. Oficiálně byla založena roku 2007 ve Vídni. Zakladatelé organizace byli inspirováni ohromným úspěchem Mezinárodní kampaně za zákaz min, která hrála pomocnou roli při vyjednávání úmluvy o zákazu protipěchotních min, neboli Ottawské úmluvy. Od založení se ICAN snaží vybudovat silnou globální podporu zrušení jaderných zbraní. Díky spolupráci s Červeným křížem a dalšími podobnými organizacemi, dokázali změnit mínění o likvidaci jaderných zbraní.

## Nobelova cena
V roce 2017 obdržela tato organizace Nobelovu cenu za mír. Oceněna byla díky velkému přínosu při dosažení Smlouvy o zákazu jaderných zbraní.